# Stara Biała (gmina)
Pour les articles homonymes, voir Stara Biała.
Stara Biała est une gmina rurale (gmina wiejska) de la powiat de Płock, dans la Voïvodie de Mazovie, dans le centre-est de la Pologne.
Son siège administratif (chef-lieu) est le village de Biała qui se situe environ 8 kilomètres au nord-ouest de Płock (capitale de la powiat) et 101 kilomètres au nord-ouest de Varsovie (capitale de la Pologne).
La gmina couvre une superficie de 111,12 km2 pour une population de 10 040 habitants en 2006.
La gmina prend son nom du villag de Stara Biała ("Vieux Biała").

## Histoire
De 1975 à 1998, la gmina est attachée administrativement à la voïvodie de Płock.
Depuis 1999, elle fait partie de la voïvodie de Mazovie.

## Géographie
La gmina inclut les villages et localités de:

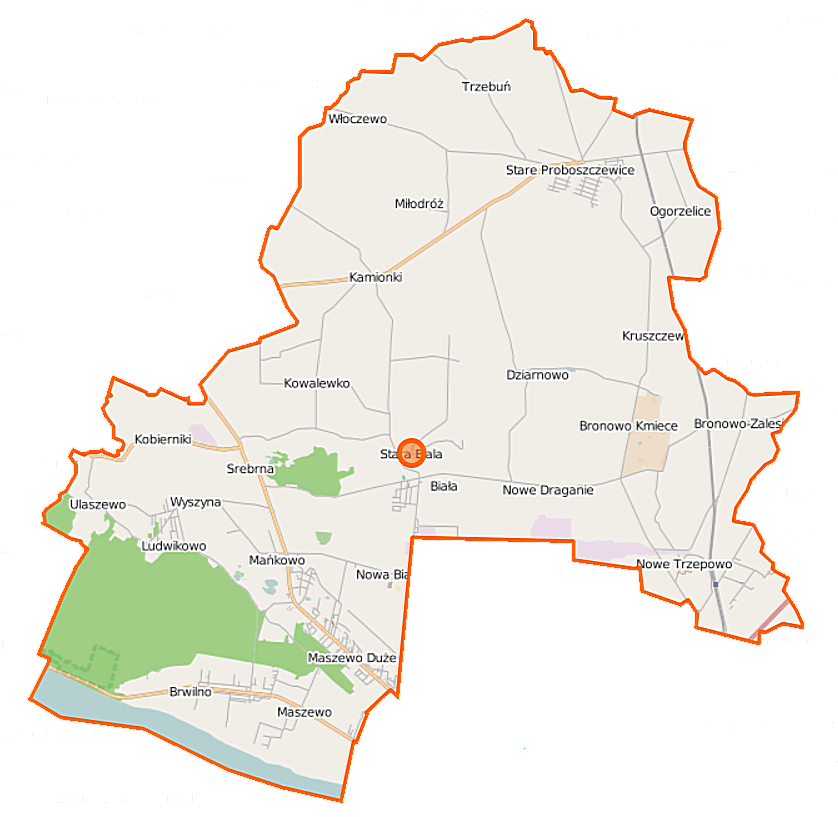
Plan de la gmina

- Biała
- Bronowo Kmiece
- Bronowo-Zalesie
- Brwilno
- Dziarnowo
- Kamionki
- Kobierniki
- Kowalewko
- Kruszczewo
- Ludwikowo
- Mańkowo
- Maszewo
- Maszewo Duże
- Miłodróż
- Nowa Biała
- Nowe Bronowo
- Nowe Draganie
- Nowe Proboszczewice
- Nowe Trzepowo
- Ogorzelice
- Srebrna
- Stara Biała
- Stare Draganie
- Stare Proboszczewice
- Trzebuń
- Ulaszewo
- Włoczewo
- Wyszyna

### Gminy voisines
La gmina de Stara Biała est voisine de :
- la ville de
  - Płock
- et des gminy suivantes :
  - Bielsk
  - Brudzeń Duży
  - Gozdowo
  - Nowy Duninów
  - Radzanowo

## Structure du terrain
D'après les données de 2009, la superficie de la commune de Stara Biała est de 111,12 km2, répartis comme tel :
- terres agricoles : 80 %
- forêts : 10,7 %
- autres domaines: 7,8 %
- friche: 1,5 %

La commune représente 6,18 % de la superficie du powiat.

## Démographie
Données du 2 juillet 2014 :
| Description        | Total  | Total | Femmes | Femmes | Hommes | Hommes |
| ------------------ | ------ | ----- | ------ | ------ | ------ | ------ |
| Unité              | Nombre | %     | Nombre | %      | Nombre | %      |
| Population         | 11 129 | 100   | 5 588  | 50,21  | 5 541  | 49,79  |
| Densité (hab./km²) | 100,2  | 100,2 | 50,3   | 50,3   | 49,9   | 49,9   |